# Blackball (película)
Blackball es una película de comedia deportiva británica de 2003, escrita por Tim Firth y dirigida por Mel Smith. Basada en el juego de bolos sobre hierba, la película presenta a como un maestro jugador de bolos (James Cromwell) que se enfrenta a un jugador con talento natural con diferentes orígenes sociales (Paul Kaye). Su trama ficticia se basa en el jugador de bolos Griff Sanders, al que se conocía como «El chico malo de los bolos».

## Trama
Cliff Starkey (Paul Kaye), es un joven jugador de bolos sobre hierba rebelde, criado en «Lynx Estate», con su amigo Trevor (Johnny Vegas) y su abuelo Mutley (Bernard Cribbins), como pintor. Sueña con jugar para su país, pero siempre prefirió jugar según sus propias reglas, siempre fue desaprobado por el club de bolos local de Torquay. Se entera de la próxima gira de los hermanos australianos Carl y Mark Doohan por Inglaterra y planea ser seleccionado para el equipo nacional. Starkey se mantiene invicto durante todo el torneo, derrotando al jugador veterano (y trece veces campeón) Ray Speight (James Cromwell). Después de ganar la competición y ser elegible para jugar con Inglaterra, Speight, el director de la asociación local de bolos, suspende a Starkey durante quince años por escribir un insulto en la tarjeta de puntuación de un oponente. Enojado por la prohibición, Starkey irrumpe en la fiesta de celebración de Speight, quien fue declarado campeón, lanzandole una bola a través de la mesa.
Luego, Starkey es contactado por el agente deportivo Rick Schwartz (Vince Vaughn), donde Starkey es rebautizado como el «chico malo de los bolos», convirtiendo el deporte normalmente tranquilo en una competencia deslumbrante y ruidosa. Después de haber derrotado a muchos jugadores de bajo nivel en partidos no oficiales, utilizando su variedad de trucos, Starkey comienza un romance con Kerry Speight (Alice Evans), la hija de Ray. Schwartz propone una manera de levantar la prohibición de Starkey, mediante el uso de esta relación, donde los dos son descubiertos por la prensa nacional, lo que hace que a Ray Speight se le escape un insulto en un discurso público, lo que es utilizado como excusa para eliminar la prohibición.
Con la popularidad del deporte en su punto más alto de todos los tiempos, tanto Speight como Starkey se convierten en celebridades de los medios. Schwartz organiza que Starkey y Speight se enfrenten a los invictos hermanos Doohan de Australia en «The Ashes», un torneo único en un estadio de bolos hecho a medida en Torquay. Schwartz teme que la relación con Kerry esté afectando el juego de Starkey y termina su relación sin su consentimiento, lo que hace que Starkey lo despida. Después de que la presión del juego lo afecte, Starkey arroja sus propios bolos en una bolsa a un canal. 
Con una mala presentación de ambos jugadores después del medio tiempo, Trevor y Kerry hablan con el dúo y les piden que trabajen en equipo para regresar. Starkey se sumerge en el canal, seguido por Ray Speight, quien piensa que Starkey estaba tratando de ahogarse, pero en realidad estaba recuperando sus propios bolos. Los dos regresan a la arena mojados y gracias a la experiencia de Speight y la extravagancia de Starkey, logran alcanzar el empate y forzar el juego a la prórroga, para gran incredulidad de Carl y Mark Doohan.
El final, un desempate de un solo bolo, ve un toque frontal perfecto de Mark Doohan. Speight le da el bolo a Starkey, pero le impide lanzar el tiro directo previsto y, en cambio, le indica que lance el bolo de manera amplia y oscilante. El tiro funciona y los dos celebran haber derrotado al equipo australiano y se reconcilian con Trevor y Mutley.

## Reparto
- Paul Kaye como Cliff Starkey
- James Cromwell como Ray Speight
- Alice Evans como Kerry Speight
- Bernard Cribbins como Mutley
- Johnny Vegas como Trevor
- Imelda Staunton como Bridget
- Vince Vaughn como Rick Schwartz
- Kenneth Cranham como Chairman Collins
- David Ryall como Giles Wilton
- James Fleet como Alan The Pipe
- Ian McNeice como Hugh The Sideburns

## Antecedentes
Además de que el personaje principal sigue el modelo de Griff Sanders, la película también parodia el infame comentario de Bjørge Lillelien sobre la derrota de Inglaterra ante Noruega por 2-1 en el fútbol de 1981.
Blackball se filmó en la Isla de Man y Torquay durante octubre y noviembre de 2002. Se lanzó en DVD el 16 de febrero de 2004.

## Recepción
El sitio web de recopilación de reseñas Rotten Tomatoes calificó la película con un 41 % según 22 reseñas.
David Aldridge de Radio Times calificó el filme con 1 de 5, y señaló que «las risas aquí están muy fuera de lugar». Nev Pierce de la BBC le dio a la película 2 de 5 estrellas. A William Thomas de Empire le gustó la película y dijo: «Una mezcla esencialmente británica, pero además encantadora. Buenas actuaciones y un guion ingenioso suman a una película entretenida, aunque caprichosa».